# Turó de la Pòpia
El Turó de la Pòpia és una muntanya de 344 metres que es troba al municipi de Santa Margarida i els Monjos, a la comarca de l'Alt Penedès.